# 国立病院機構南和歌山医療センター
独立行政法人国立病院機構南和歌山医療センター（どくりつぎょうせいほうじんこくりつびょういんきこうみなみわかやまいりょうセンター）は、和歌山県田辺市にある医療機関。独立行政法人国立病院機構が運営する病院である。旧国立南和歌山病院。政策医療分野におけるがん、循環器病、成育医療の専門医療施設であるほか、和歌山県の肝疾患診療連携拠点病院に指定されている。
国立病院の再編成計画による統合第一号として、1992年に旧国立田辺病院と旧国立白浜温泉病院を廃止し、国立南和歌山病院として再出発したという歴史がある。その後、現在の改称に変更している。

## 沿革
旧国立田辺病院
- 1937年11月 - 白浜町に大阪陸軍病院臨時転地療養所として開設。
- 1943年 - 大阪陸軍病院白浜臨時分院と改称。
- 1945年12月 - 厚生省直轄の国立大阪病院白浜分院となる。
- 1951年2月 - 国立田辺病院と改称。田辺市に移転。
- 1961年4月 - 国立和歌山病院を統合。

旧国立白浜温泉病院
- 1939年 - 軍事保護院所轄傷痍軍人白浜療養所として創立。
- 1945年12月 - 厚生省直轄の国立白浜温泉療養所となる。
- 1950年4月 - 国立白浜温泉病院と改称。

統合後
- 1992年7月1日 - 旧国立田辺病院と旧国立白浜温泉病院が統合し、国立南和歌山病院として新設。
- 2004年4月1日 - 独立行政法人化により国立病院機構南和歌山医療センターに改称。
- 2010年8月23日 - 国保すさみ病院に続き、県内2例目となるドクターカーの運用を開始した。

## 診療科
- 内科
- 呼吸器科
- 消化器科
- 循環器科
- 小児科
- 外科
- 心臓血管外科
- 整形外科
- 脳神経外科
- 皮膚科
- 泌尿器科
- 産婦人科
- 眼科
- 耳鼻咽喉科
- 放射線科
- 歯科口腔外科
- 麻酔科
- 救命救急科（救命救急センター）
- リハビリテーション科
- 地域医療連携室
- こころの相談室

## 交通アクセス
- JRきのくに線紀伊田辺駅もしくは白浜駅より明光バスで医療センター前下車。
- 阪和自動車道南紀田辺ICを降りて、国道42号線経由。

## 近隣施設
- 田辺市立美術館
- 和歌山県立情報交流センターBig・U
- 紀南こころの医療センター
- 新庄総合公園